# Чжоу би суань цзин
«Чжоу би суань цзин» (кит.周髀算經) — древнекитайский математико-астрономический текст. 
Временем создания произведения считается период от конца Чжаньго до начала Восточной Хань (III в. до н. э.-I в. н. э.). Предполагается, что трактат содержит и более ранние материалы. 
Текст состоит из двух цзюаней (свитков) и представляет собой несколько диалогов: диалог о математике между правителем Чжоу-гуном и ученым Шао Гао и диалог на астрономические темы между ученым Чэнь-цзы и его учеником Жун Фаном. В сочинении излагается также космологическая теория гай тянь (небо-покрывало).Комментарии к трактату принадлежат Чжао Цзюнь-цину (III в. н.э.), Чжэнь Луаню (VI в. н.э.) и Ли Чунь-фэну (VII в.н.э.).